# Friedrich Loschelder
Friedrich Loschelder (* 28. April 1968 in Bonn) ist ein deutscher Jurist und Richter am Bundesfinanzhof.

## Leben und Wirken
Loschelder studierte ab 1989 Rechtswissenschaften an der Universität Passau. Dort legte er 1993 sein Erstes Juristisches Staatsexamen und schloss ein Masterstudium an der Universität Edinburgh an, wo er 1995 den Master of Laws erwarb. Nach seiner Rückkehr nach Deutschland wurde Loschelder wissenschaftlicher Mitarbeiter von Hartmut Söhn an dessen Lehrstuhl an der Universität Passau. 1997 trat Loschelder im Bezirk des OLG München sein Rechtsreferendariat an, das er 1999 mit dem Zweiten Staatsexamen abschloss. Bereits 1998 wurde er von der Universität Passau während seines Referendariats mit der von Herbert Bethge betreuten verwaltungsrechtlichen Schrift Die Durchsetzbarkeit von Weisungen in der Bundesauftragsverwaltung zum Dr. iur. promoviert. Anschließend trat er in den höheren Dienst der Finanzverwaltung des Landes Nordrhein-Westfalen ein. Im Februar 2001 wechselte er als Finanzrichter in den Justizdienst von Nordrhein-Westfalen und wurde zunächst am Finanzgericht Köln eingesetzt. Von 2002 bis 2006 war er jedoch als wissenschaftlicher Mitarbeiter an den Bundesfinanzhof abgeordnet und kehrte auch nach dem Ende dieser Zeit nicht nach Köln zurück, sondern wechselte als Richter in den Justizdienst der Freien und Hansestadt Hamburg, wo er am Finanzgericht Hamburg tätig war.
Im März 2016 wurde Loschelder zum Richter am Bundesfinanzhof gewählt; er trat seine Stelle zum 1. September 2016 an. Am Bundesfinanzhof wurde er dem vor allem für Zoll- und Marktordnungsrecht, Haftungs- und Vollstreckungsrecht sowie allgemeinem Recht der Abgabenordnung und Steuerberatungsrecht zuständigen VII. Senat zugewiesen.
Loschelder ist außerdem Mitkommentator eines Gesetzeskommentars zum Einkommensteuergesetz erschienen im C.H. Beck Verlag.